# Iapiap !
Iapiap ! est une émission de télévision française de divertissement de 26 minutes destinée aux enfants diffusée sur Canal J du 23 septembre 2000 au 15 janvier 2011 et présentée par Khriss Kitsaïs et Sabine Graissaguel.

## Principe
L'émission donne la vedette aux enfants, invités à faire valoir leurs talents en public, en présence d'une personnalité.
En 2007, la nouveauté de l'émission réside dans la création d'un concours musical. Chaque semaine, l'émission auditionne un "performer" musique, invité à chanter devant le public avec le soutien d'une personnalité. Pour mieux faire la connaissance du candidat, un petit reportage lui est également consacré. Mais outre la musique, l'émission continue bien entendu de faire la part belle à toutes les performances effectuées par les enfants, qu'elles soient physiques ou artistiques : chant, action, sport, danse, style ou sport extrême, à chacun sa spécialité. Il faut alors donner sur le site Internet une note au candidat entre 0 et 10 afin de lui permettre d'accéder à la finale qui a lieu à la fin du mois. Les deux "performers" ayant la meilleure note s'affrontent lors de la finale.

## Présentation
- Khriss et Sabine, les deux animateurs de l'émission, sont accompagnés d'une poignée de héros : DJ Ouaich-Ouaich et les deux Iapigirls.
- Billy a présenté l'émission de son lancement jusqu'en septembre 2008. Depuis son départ, il se consacre exclusivement à ses sociétés de production.

### Groupes gagnants
Chaque semaine, un candidat tente sa chance. En fin de saison, les six Superformers sélectionnés interprètent ensemble le tube de l'été de Canal J au sein de La Troupe Canal J avec CD et clip vidéo à la clé.
Les groupes gagnants sont les suivants :
- Pop System, groupe gagnant de la saison 2007/2008, composé de Caroline, Marina, Sarah, Lisa, Nicolas et Joris ;
- Kidtonik, groupe gagnant de la saison 2008/2009, composé de Oihana, Robin, Alexis, Joanna, Sarah et Morgane ;
- Six'Co, groupe gagnant de la saison 2009/2010, composé de Kelim, Mélany, Grace, Marie, Laura et Loris ;
- Be Wiz'U, groupe gagnant de la saison 2010/2011, composé de Dévi, Étienne et Lisa. Contrairement aux autres groupes qui sont tous composés de six membres, c'est un trio.